# Who's Your Father? (film 1918)
Who's Your Father? è un cortometraggio muto del 1918 diretto e interpretato da Tom Mix. Prodotto da Henry Lehrman, il film aveva come altri interpreti Gertrude Selby, Victor Potel, Heinie Conklin, Frank Hayes, Madame Sul-Te-Wan e Tom Wilson.

## Produzione
Il film fu prodotto dalla Fox Film Corporation (come Sunshine Comedies).

## Distribuzione
Distribuito dalla Fox Film Corporation, il film - un cortometraggio in due bobine - uscì nelle sale cinematografiche degli Stati Uniti il 30 giugno 1918.